# USS Kidder (DD-319)
USS Kidder (DD-319) là một tàu khu trục lớp Clemson được Hải quân Hoa Kỳ chế tạo vào cuối Chiến tranh Thế giới thứ nhất. Nó là chiếc tàu chiến duy nhất của Hải quân Hoa Kỳ được đặt theo tên Đại úy Thủy quân Lục chiến Hugh Kidder (1897-1918), người tử trận trong Thế Chiến I. Kidder ngừng hoạt động và bị tháo dỡ năm 1930 nhằm tuân thủ quy định hạn chế vũ trang của Hiệp ước Hải quân London

## Thiết kế và chế tạo
Kidder được đặt lườn vào ngày 5 tháng 3 năm 1919 tại xưởng tàu Union Iron Works của hãng Bethlehem Shipbuilding Corporation ở San Francisco, California. Nó được hạ thủy vào ngày 10 tháng 7 năm 1919, được đỡ đầu bởi cô Ethel Murry Jonstone; và được đưa ra hoạt động vào ngày 7 tháng 2 năm 1921 dưới quyền chỉ huy của Hạm trưởng, Trung tá Hải quân H. J. Abbett.

## Lịch sử hoạt động
Sau khi chạy thử máy dọc theo bờ Tây, Kidder được phân về Đội khu trục 34 trực thuộc Hạm đội Chiến trận đặt căn cứ tại San Diego, California. Từ năm 1921 đến năm 1924, nó hoạt động dọc theo vùng bờ Tây Hoa Kỳ giữa Washington và vùng kênh đào Panama, tham gia các cuộc cơ động huấn luyện, tập trận vấn đề hạm đội, và thực hành tác xạ. Chiếc tàu khu trục đã đóng vai trò quan trọng trong việc phát triển chiến thuật hải quân khi sử dụng các ngư lôi thử nghiệm trong thực hành.